# Garcinia solomonensis
Garcinia solomonensis är en tvåhjärtbladig växtart som beskrevs av Albert Charles Smith. Garcinia solomonensis ingår i släktet Garcinia och familjen Clusiaceae. Inga underarter finns listade i Catalogue of Life.